# Répondez-moi
Chansons représentant la Suisse au Concours Eurovision de la chanson
She Got Me
(2019) Tout l'Univers
(2021)
Singles de Gjon's Tears
Back in Light
(2019) Tout l'Univers
(2021)
Répondez-moi est un single du chanteur suisse Gjon's Tears sorti le 4 mars 2020. La chanson aurait dû représenter la Suisse au concours Eurovision de la chanson 2020.

## Genèse
Le sujet de la chanson est personnel pour Gjon's Tears et est également universel, s'adressant à tout le monde. 
Il a déclaré : « Tout le monde se demande pourquoi exactement nous sommes ici, d'où venons-nous et où allons-nous. Ce sont des questions clés, en particulier pour les personnes issues de l'immigration. Mes parents sont originaires d'Albanie et du Kosovo. J'ai grandi en Suisse et c'est ma maison, ce sont des questions auxquelles je pense beaucoup ».

## Concours Eurovision de la chanson
La chanson représentera la Suisse au concours Eurovision de la chanson en 2020, à la suite de la sélection interne de Gjon's Tears par le radiodiffuseur suisse. Le 28 janvier 2020, un tirage au sort spécial a eu lieu qui a permis à chaque pays de participer à l'une des deux demi-finales, ainsi qu'à la moitié du spectacle dans lequel il se produirait. La Suisse se serait produite dixième dans l'ordre de passage de la deuxième demi-finale, qui aurait dû se tenir le 14 mai 2020.
La chanson est intégralement interprétée en français, l'une des quatre langues nationales de la Suisse, le choix de langue étant toutefois libre depuis 1999. C'est la première chanson interprétée en français et dans une langue nationale à représenter la Suisse depuis Il pleut de l'or en 2010. Le clip a été réalisé par Janine Piguet.
Finalement, le 18 mars 2020, l'Union européenne de radio-télévision annonce l'annulation du Concours en raison de la pandémie de Covid-19.

## Classements hebdomadaires
| Classement (2020)            | Meilleure position |
| ---------------------------- | ------------------ |
| Suisse (Schweizer Hitparade) | 42                 |
| Suisse (Charts Romandie)     | 10                 |